# Hériger de Lobbes
Hériger de Lobbes, né au Xe siècle à Meerbeke près de Ninove (aujourd'hui en Belgique) et mort le 31 octobre 1007 à l'abbaye de Lobbes, est un moine bénédictin, écolâtre et érudit de son abbaye dont il devient l'abbé en 990. 

## Biographie
Écolâtre de l'abbaye de Lobbes Hériger en devient l'abbé en 990 et le restera jusqu'à sa mort. Successeur de Folcuin, il est confirmé et béni dans sa fonction d'abbé de Lobbes le 21 décembre 990 par l'évêque de Cambrai dont dépend l'abbaye sur le plan spirituel et le prince-évêque de Liège sur le plan temporel. Connu pour son grand savoir encyclopédique, il laisse des œuvres de théologie, de liturgie, d'histoire, et un traité de mathématiques. Il compose des hymnes liturgiques. Il est également un collaborateur de Notger, premier prince-évêque de Liège, qu'il accompagna à Rome en 989. Il meurt le 31 octobre 1007 et est inhumé dans la chapelle Saint-Thomas érigée en mémoire du jour de sa bénédiction.

## Écrits
- Il entame avec Notger une histoire des évêques de Tongres, Maastricht et Liège, qu'il poursuit jusqu'en 967 (Gesta episcoporum Tungrensium, Trajectensium et Leodiensium).
- Ses hagiographies (Vie de saint Landoald, Vie de sainte Berlende, Histoire de saint Landelin, Vie de saint Ursmer (en vers), Vie de saint Hadelin, Vie de saint Remacle, Monuments pour servir à l'histoire de saint Servais évêque de Tongres, Traité des divins offices, Traité du corps et du sang de Jésus-Christ) sont transmises sous le nom de Notger.
- Il s'applique également aux mathématiques et compose des traités pour l'intelligence de l'Abacus de Gerbert et celui sur les Cycles de Pâques [1].